# Ciasna (village)
Pour les articles homonymes, voir Ciasna.
Ciasna (prononciation : [ˈt͡ɕasna]) est un village polonais de la voïvodie de Silésie et du powiat de Lubliniec. Il est le siège de la gmina de Ciasna

## Histoire
De 1743 à 1926, Cziasnau fait partie de l'arrondissement de Lublinitz dans le district d'Oppeln au sein de la province de Silésie.